# 乌布利希组

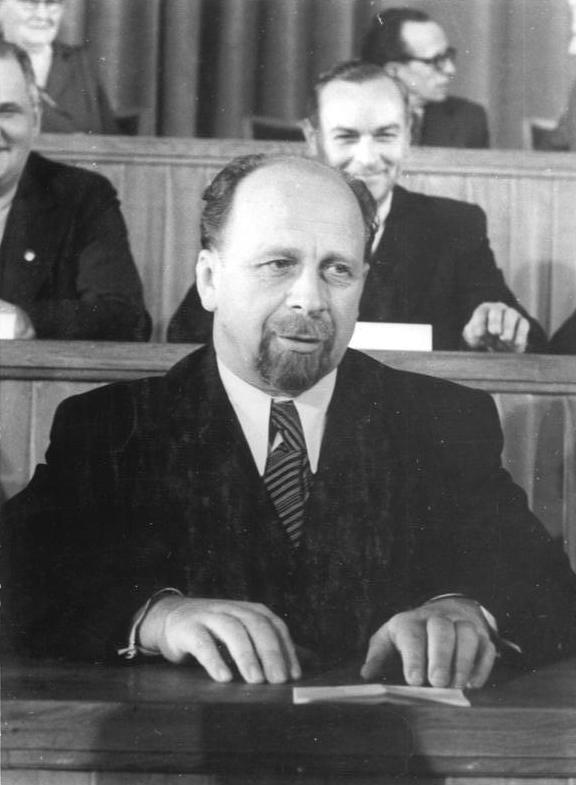
乌布利希组

乌布利希组是一个由流亡国外的德国共产党党员和自由德国全国委员会成员组成的组织，由瓦爾特·烏布利希。乌布利希组由德国共产党官员以及10名反法西斯主义战俘组成，该组负责寻觅反法西斯主义者，为在战后的柏林重建共产党组织和工会打下基础。乌布利希组中的很多成员后来都成了東德政府里的高級官员。
1945年4月25日，威廉·皮克和格奥尔基·季米特洛夫在莫斯科会晤，为即将返回德国的乌布利希组以及其他共产党干部们制定了任务。季米特洛夫当时是苏联共产党中央委员会中央委员会高官。即将前往德国的共产党人们需要在当地做好工作，帮助驻德苏联军事管理委员会开展工作，废除一切纳粹时期的政府部门。去纳粹化过程中，组员们还需要说服德国民众，让他们交出纳粹战犯。乌布利希组负责安抚德国民众，向他们保证红军不会杀戮，也不会奴役他们；但乌布利希组也需要告知德国民众，他们对纳粹掌权负有责任，正是他们给予希特勒以施政力量，造成了过去十几年里的灾难。该组需告知德国民众，共产党人们曾经试图警告德国人民，灾难即将发生，而现在，灾难已然发生，共产党人们是回来救民众于水火的。在传达上述信息的同时，乌布利希组还要为德国共产党创建未来的执政基础。他们也需要找寻愿意为新组织做贡献的反法西斯主义者。乌布利希组中最年轻的组员是时年24岁的沃爾夫岡·萊昂哈德。  
乌布利希组从莫斯科的柳克斯大厦出发，乘飞机飞到明斯克，之后又抵达卡劳。部分组员在着陆后才得知自己的任务以及任务预计用时。小组的飞机降落在机场，一位苏联军官负责迎接，之后与乌布利希一同乘车离开。剩下的组员们乘卡车去往位于柏林东方约30公里处的旧兰茨贝格，苏占区总司令、元帅格奥尔基·朱可夫的总部就设在这里。乌布利希组从1945年5月2日开始在布鲁赫穆勒工作，但当时基本无事可做，因为柏林戰役刚刚结束，全城还在熊熊燃烧着。夜间，乌布利希与组员们会面，向他们讲述了任务：他们将去往柏林的全部20个城区，在每个城区建立地方行政机构。在过程中，他们需要尽可能多地找到社會民主主義人士，还要在每个地方行政单位中找到至少一位拥有博士学位且愿意与苏方协作的公务员，另外还要找到神职人员。小组需要在每个城区的行政机关里安插共产党人，作为各区的助理管理者，领导人事和发展部门。小组在布鲁赫穆勒一直工作到5月8日，之后搬到了柏林的腓特烈斯费尔德。
1945年5月6日，瓦爾特·烏布利希向苏军的柏林司令官尼古拉·别尔扎林提交了第一份名单，上面列出的是能胜任柏林市各个重要行政职务的人。5月12日，柏林各城区的行政官员和市议会被选了出来，其人员全部出自乌布利希的名单，无一例外。
1945年6月，乌布利希返回了莫斯科，向上级进行汇报，并接受进一步指示。6月4日，斯大林要求他们成立一个全国性的工人阶级政党，向无产阶级、农民以及知识分子开放。新政黨因而公开表示反对对德国进行蘇維埃化。這個黨表示，党的目标是“继续完成始于1848年革命的公民民主转型”，并通过土地改革来消灭“封建制度残余”。这个党将自身目的称作“建立一个反法西斯主义的、民主的共和国，将所有民主权利和自由交给人民”。1945年6月11日，德国共产党在德國重新成立。7月10日，乌布利希组搬进了德国共产党中央委员会大楼。